# Баевка (Ростовская область)
Ба́евка (или Ба́ево) — хутор в Мясниковском районе Ростовской области.
Входит в состав Петровского сельского поселения.

## Население
| 2010 |
| ---- |
| 46   |

## География
На хуторе имеется одна улица — Мира.